# Luciano Corrêa
Luciano Ribeiro Corrêa (né le 25 novembre 1982 à Brasília) est un judoka brésilien évoluant dans la catégorie des moins de 100 kg (poids mi-lourds).

## Biographie
Le judoka brésilien monte sur son premier podium international en 2005. Il remporte la médaille de bronze lors des Mondiaux du Caire. En 2007, il dispute les Jeux Panaméricains à domicile puisque ceux-ci sont organisés à Rio de Janeiro. Il obtient la médaille de bronze lors de la compétition.
C'est d'ailleurs dans cette même ville que les championnats du monde sont organisés deux mois plus tard. Le judoka, en lice dès la première journée de compétition, y réalise un parcours parfait. Dès son entrée dans la compétition, il bat le champion olympique en titre de la catégorie, le Biélorusse Igor Makarov puis, enchaînant les victoires, il se qualifie pour la finale lors de laquelle il affronte le Britannique Peter Cousins. Corrêa vainc son adversaire grâce à un ippon réalisé dans les toutes dernières secondes du combat alors que les deux judokas étaient à égalité. Luciano Corrêa devient ainsi le second champion du monde de judo brésilien deux années après le premier titre obtenu par João Derly, signe d'un judo brésilien en progression.

## Palmarès

### Championnats du monde
- Championnats du monde 2005 au Caire (Égypte) :
  -  Médaille de bronze dans la catégorie des moins de 100 kg (poids mi-lourds).
- Championnats du monde 2007 à Rio de Janeiro (Brésil) :
  -  Médaille d'or dans la catégorie des moins de 100 kg (poids mi-lourds).

### Divers
- Jeux panaméricains :
  -  Médaille de bronze en 2007 à Rio de Janeiro (Brésil).